# OGLE-2014-BLG-0124Lb
OGLE-2014-BLG-0124Lb是已知距離最遠的太陽系外行星之一，距離地球約1.3萬光年，位於銀河系的中心區域。該行星以微引力透镜法發現。天文學家花費150日以2台望遠鏡偵測該行星與望遠鏡各自偵測到該行星時的時間差異以計算行星與地球的距離。這也幫助天文學家確認該行星的質量約為木星的一半。該行星的母恆星質量約為太陽的0.7倍，並且行星軌道半徑約為3.1天文單位。

## 發現該行星的觀測技術

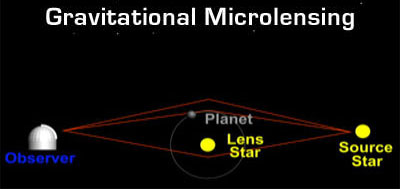
微引力透镜原理示意圖

天文學家使用光學重力透鏡實驗的2台望遠鏡與史匹哲太空望遠鏡觀測微引力透镜現象，發現了OGLE-2014-BLG-0124Lb。這項觀測技術是在觀測某顆恆星通過地球與另一顆較遙遠背景星時應用。這時天文學家可觀測到背竟星光線行進路線因為重力場而彎曲，並且背景星的光度變化表示前景星的存在。如果通過的前景星旁邊有行星環繞，天文學家就可在短時間內兩次觀測到微引力透镜現象，這幫助天文學家發現OGLE-2014-BLG-0124Lb。

## 行星類型
OGLE-2014-BLG-0124Lb已確認是一顆系外行星。克卜勒太空望遠鏡讓天文學家額已發現數千顆各種形式的系外行星。系外行星在體積、型態與軌道類型差異相當多樣，而微引力透镜技術可協助天文學家搜尋體積與地球相近的行星。因為微引力透镜可以確認系外行星和母恆星的距離，天文學家可確認該行星是否適合居住。